# Jozef Gašpar
Jozef Gašpar (født 23. august 1977) er en tidligere slovakisk fodboldspiller.